# George Downing Living
George Downing Living ou Liveing (Nayland, 21 de dezembro de 1827 — 29 de dezembro de 1924) foi um químico e investigador de espectroscopia do Reino Unido.
George foi eleito Membro da Royal Society em 1879.

## Prémios
- Medalha Davy - 1901[2]